# NGC 7615
NGC 7615 (другие обозначения — PGC 71097, MCG 1-59-51, ZWG 406.70) — спиральная галактика (Sb) в созвездии Пегас.
Этот объект входит в число перечисленных в оригинальной редакции «Нового общего каталога».